# Kyselina trithionová
Kyselina trithionová je polythionová kyselina se třemi atomy síry v molekule. Její molekulu lze považovat za dva hydrogensiřičitanové radikály spojené atomem síry.